# Срећан ми рођендан
Срећан ми рођендан (енгл. Happy Birthday to Me) канадско-амерички је слешер хорор филм из 1981. године, редитеља Џ. Лија Томпсона, са Мелисом Су Андерсон, Гленом Фордом, Лоренсом Дејном, Шерон Акер и Франсес Хајланд у главним улогама. Радња прати тинејџерку која се налази у средишту серије мистериозних убистава, која се одигравају око њеног рођендана.
Филм је већим делом сниман у Канади. Премијерно је приказан 15. маја 1981, у дистрибуцији продукцијске куће Коламбија пикчерс. Добио је помешане оцене критичара, који су највише замерали сличност са другим слешерима из тог периода, као што су: Ноћ вештица (1978), Петак тринаести (1980), Матурско вече (1980), Воз терора (1980) и Мој крвави Дан заљубљених (1981). Упркос томе, филм је постао култни класик и остварио солидан комерцијални успех.
Срећан ми рођендан је био номинован за две Награде Џини, у категоријама најбољег костима и најбоље музике. Мелиса Су Андерсон је била номинована за најбољу младу глумицу у играном филму.

## Радња
Студенти Крофорд академије нестају, један по један. Међу главним осумњиченима је Вирџинија Вејнрајт, која се већ годинама суочава са психичким проблемима, након ужасне несреће која се догодила на њен рођендан. Међутим, ствари нису онакве како изгледају...

## Улоге
| Глумац             | Улога                     |
| ------------------ | ------------------------- |
| Мелиса Су Андерсон | Вирџинија „Џини” Вејнрајт |
| Глен Форд          | др Дејвид Фарадеј         |
| Лоренс Дејн        | Харолд „Хал” Вејнрајт     |
| Шерон Акер         | Естел Вејнрајт            |
| Франсес Хајланд    | госпођа Патерсон          |
| Трејси Е. Брегман  | Ен Томерсон               |
| Џек Блум           | Алфред Морис              |
| Мет Крејвен        | Стив Максвел              |
| Ленор Зан          | Меги                      |
| Дејвид Ајзнер      | Руди                      |
| Мишел-Рене Лабел   | Етина Веркурес            |
| Ричард Ребијер     | Грег Хелман               |
| Леслех Доналдсон   | Бернадет О'Хара           |
| Лиса Ланглиос      | Амелија                   |
| Рон Леј            | Амелијин дечко            |